# Cotinusa septempunctata
Cotinusa septempunctata là một loài nhện trong họ Salticidae.
Loài này thuộc chi Cotinusa. Cotinusa septempunctata được Eugène Simon miêu tả năm 1900.